# Jueus per Jesús

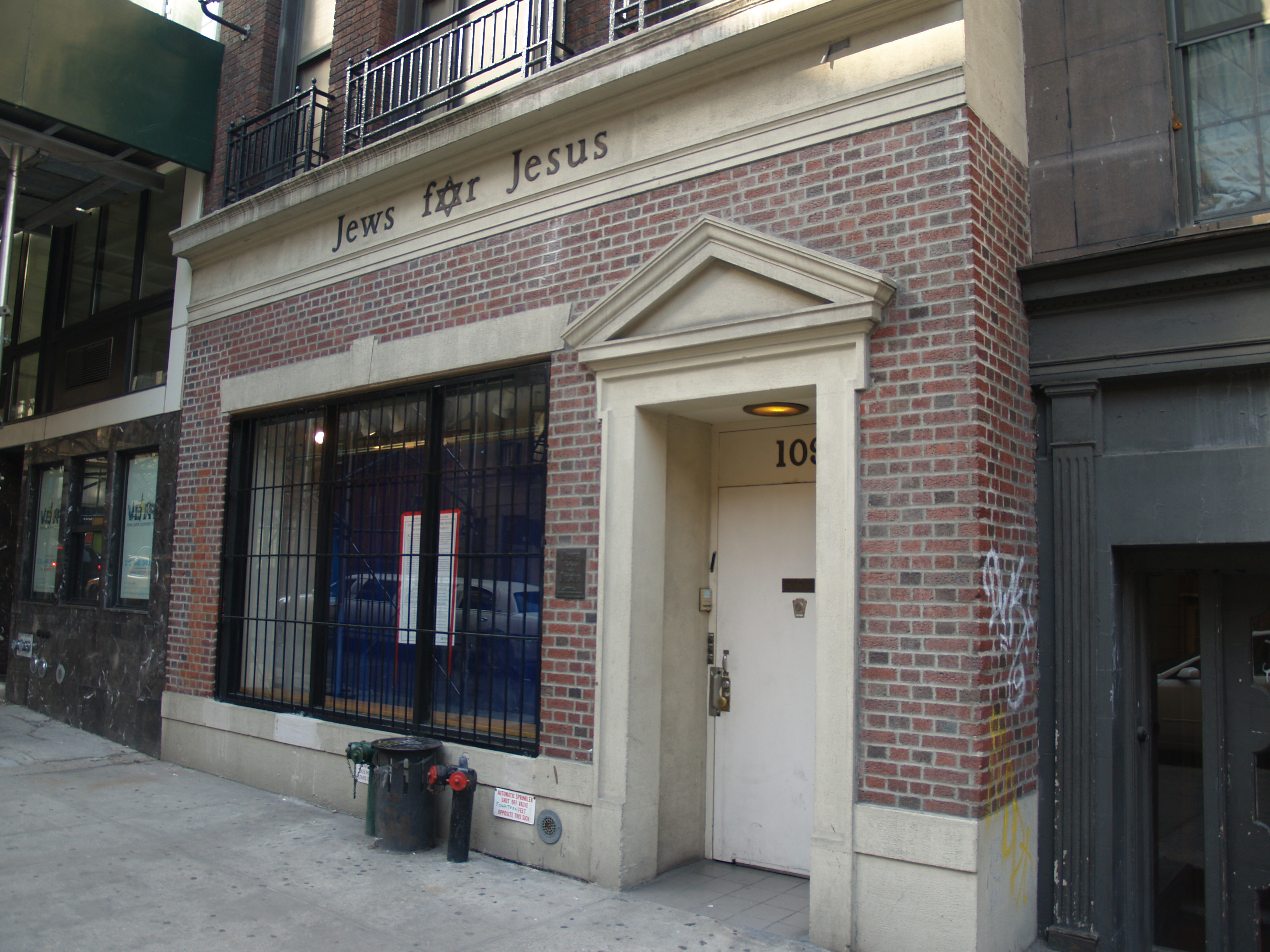
La seu central de Jueus per Jesús, a Nova York.

Jueus per Jesús (en anglès: Jews for Jesus) és un grup jueu messiànic que creu que Jesús de Natzaret és el Messies jueu promès del Poble d'Israel. L'organització "Jueus per Jesús" fou creada per Moishe Rosen a San Francisco en 1973. David Brickner és el cap actual de l'organització des de 1996. Com tots els altres grups que formen part del judaisme messiànic, aquests jueus comparteixen totes les creences bàsiques dels cristians, tot i que sense abandonar la tradició jueva, i estan convençuts que el Poble d'Israel (Am Yisroel) segueix essent el Poble de l'Aliança.